# Séviscourt
Séviscourt est un village de la commune belge de Libramont-Chevigny située en Région wallonne dans la province de Luxembourg. Avant la fusion des communes de 1977, il faisait partie de la commune de Bras.